# San Sebastián Capulines
San Sebastián Capulines är en ort i Mexiko.   Den ligger i kommunen Mineral del Chico och delstaten Hidalgo, i den sydöstra delen av landet, 100 km norr om huvudstaden Mexico City. San Sebastián Capulines ligger 2 501 meter över havet och antalet invånare är 318.
Terrängen runt San Sebastián Capulines är kuperad norrut, men söderut är den bergig. Runt San Sebastián Capulines är det ganska glesbefolkat, med 27 invånare per kvadratkilometer. Närmaste större samhälle är Pachuca de Soto, 16,5 km söder om San Sebastián Capulines. I omgivningarna runt San Sebastián Capulines växer huvudsakligen savannskog.